# 청소역
청소역(Cheongso Station, 靑所驛)은 장항선의 철도역이다. 현재 1일 8회 무궁화호가 정차한다. 청소역사는 장항선에서 남아있는 가장 오래된 역사로서, 원형이 잘 보존되어 있어 건축적, 철도사적 가치가 큰 것으로 평가되어 국가등록문화재 제305호로 지정되었다. 장항선 개량 사업이 준공하면 폐역할 예정이었으나, 해당 사업이 표류하면서 역이 존치될 가능성이 커졌다.

## 역명 유래
조선 말기에 장척면, 오천면, 천동면 일부와 청수면을 통합하면서 청소면이라 한데서 비롯하였다.

## 역사
- 1929년 12월 1일 : 진죽역(眞竹驛)이라는 이름으로 배치간이역으로 영업 개시
- 1958년 9월 1일 : 보통역으로 승격[1]
- 1961년 3월 12일 : 역사 신축 착공
- 1961년 11월 9일 : 역사 신축 준공
- 1988년 12월 1일 : 청소역(靑所驛)으로 역명 변경[2]
- 1990년 1월 1일 : 소화물취급 중지[3]
- 1995년 2월 1일 : 화물취급 중지[4]
- 1997년 1월 1일 : 화물취급 재개[5]
- 1998년 12월 1일 : 장항선 전구간 비둘기호 운행중단
- 2001년 6월 1일: 장항선 특정통일호 열차 에드몬슨 승차권 발매 중단 및 장항선 전 통일호 열차 전산화 시행
- 2004년 4월 1일 : 장항선 통일호 운행중단
- 2006년 12월 4일 : 역사 국가등록문화재 제305호로 지정
- 2013년 8월 1일 : 승차권 차내취급 지정 및 철도승차권 단말기 철거

### 승강장
| ↑ 광천  |
| ２１ \| |
| 대천 ↓  |

| 1 | 장항선 | 무궁화호 | 대천 · 장항 · 군산 · 익산 방면 |
| 2 | 장항선 | 무궁화호 | 아산 · 천안 · 수원 · 용산 방면 |

## 인접한 역
| 장항선         | 장항선          | 장항선         |
| -------------- | --------------- | -------------- |
| 광천 용산 방면 | 무궁화호 장항선 | 대천 익산 방면 |